# Bernot
Bernot je priimek v Sloveniji, ki ga je po podatkih Statističnega urada Republike Slovenije na dan 1. januarja 2010 uporabljalo 132 oseb in je med vsemi priimki po pogostosti uporabe uvrščen na 3.386. mesto.

## Znani nosilci priimka
- Alenka Bernot (r. Potokar) (*1938), kanuistka
- Ciril Bernot (1900—1961), biolog
- Dare Bernot (1933—1981), agronom in kanuist
- France Bernot (1923—2002), geograf (oceanograf, lavinolog, meteorolog)
- Franja Bernot (r. Golob; por. Stare) (1908—1984) pevka altistka
- Ivan Bernot (1914—1977), agronom
- Iza Bernot (r. Prijatelj) (1899?—1987), novinarka
- Jan Bernot, zgodovinar
- Josip Bernot (?—1933), jugoslovanski diplomat
- Natan Bernot (1931—2018), strojni inženir in kanuist
- Pierre Bernot (1885—1965), francoski general
- Štefka Bernot Škrk (1927—2011), geografinja, surdopedagoginja
- Zvonimir Bernot (1879—1955), politik, publicist